# Csillagánizs

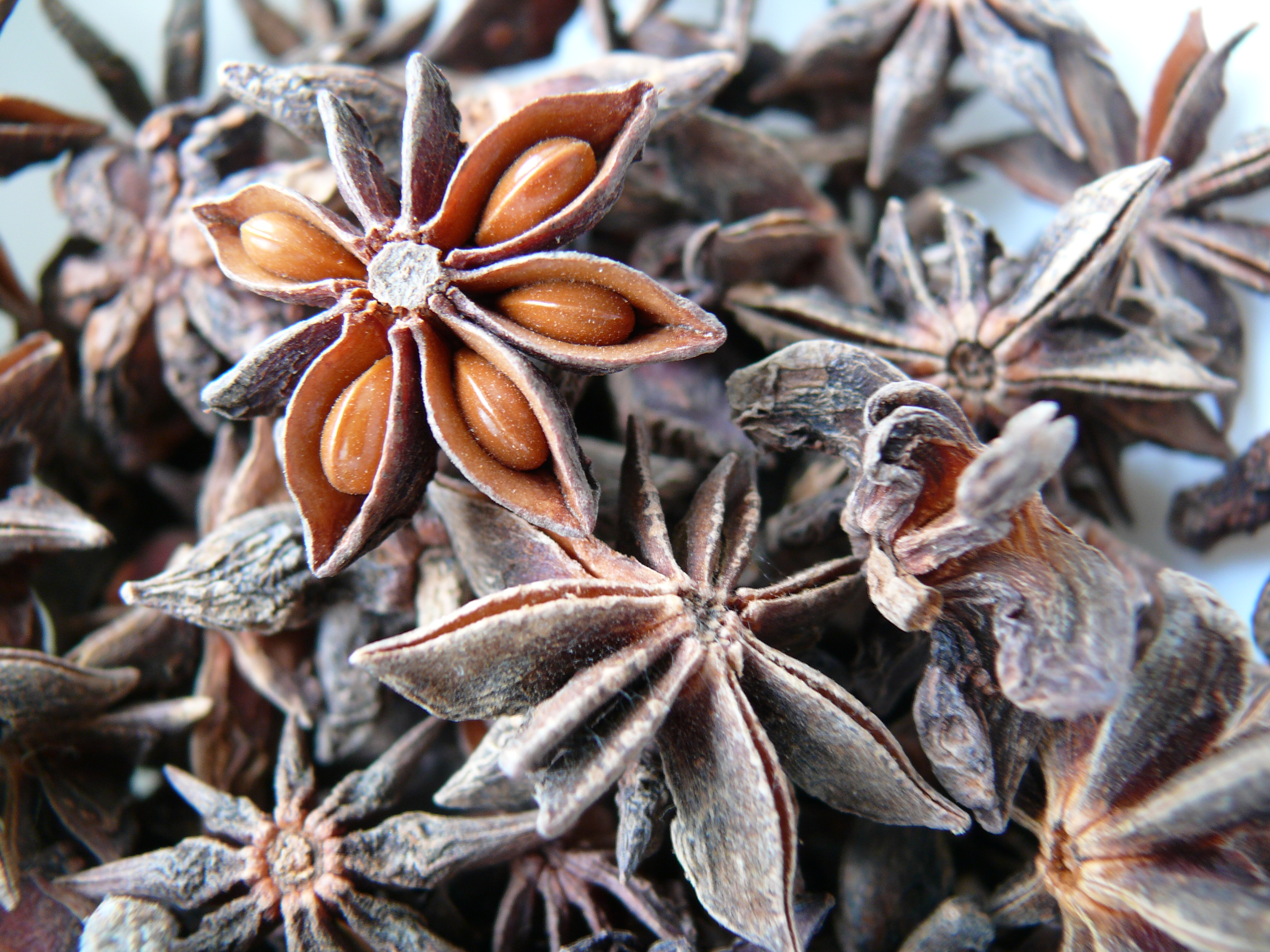
Termése

A csillagánizs (Illicium verum) a Schisandraceae családba tartozó Illicium nemzetség legismertebb növényfaja. Egyéb elnevezései: csillagos ánizs, kínai ánizs vagy ánizscsillag. Igen kellemes, a Magyarországon ismertebb, de tőle rendszertanilag távol eső ánizshoz (Pimpinella anisum) hasonló aromájú, de annál valamivel erősebb illatú, édeskés ízű, Dél-Kínában őshonos gyógy- és fűszernövény, több étel- és italkülönlegesség neki köszönheti különleges ízét és illatát.
A Dél-Ázsiában is termesztett örökzöld fának a termése sugarasan, csillag alakban helyezkedik el, benne 3–4 mm nagyságú mag (Anisi stellati fructus) fejlődik. Illóolajat, csersavat, cukrot, fehérjét tartalmaz, jellegzetes illatát és ízét az illóolajának nagy részét kitevő anetolnak köszönheti.

## Elterjedése Európában
Londonba a nagy angol utazó, Sir Thomas Cavendish közvetítésével érkezett 1588. szeptember 9-én, aki Fülöp-szigetekről hozta magával. A kínai és vietnámi konyha ismertté válásával azonban Európában is egyre többet kezdték használni lekvárok, szirupok ízesítésére, és az ánizsmagból desztillált drágább ánizsolaj helyettesítésére. A 17. században egyre inkább elterjedt Európában, például a cári udvarban a tea ízesítésére is használták.

## Felhasználása
Több területen is hasznosítható: Magját (Anisi stellati fructus) előszeretettel alkalmazzák a konyhaművészet szerelmesei, gyógyászatban is ismert alapanyag és virágzása idején megcsodálhatjuk az örökzöld fa virágát is. Fontos azonban, hogy ne keverjük össze a rokonságába tartozó japán csillagánizs növénnyel, ami étkezésre nem használható, mert toxikus mérgező anyagot, anisatint tartalmaz. Az Európai Unióba néhány alkalommal összekeveredve importálták őket, amelyek ételmérgezésekhez vezettek, ezért behozatalukat a 2002/75/EK bizottsági határozat külön szabályozta. Mivel a határozatban előírt ellenőrzések során nem került elő újabb szennyeződés, ezért a jogszabályt másfél évvel később, 2003 augusztusában hatályon kívül helyezték.

### Konyhában
Ínyencségre vágyók jellegzetes íze és illata miatt kiválóan használhatják sütemények, gyümölcslevesek, kompótok, édes borok, teák készítéséhez. Az egyik alapvető összetevője a Gallianónak, a Sambucának, a Pastisnak és más ánizsos likőröknek. Az európai ánizs mellett változó mennyiségben használják az abszint készítésekor.

### Gyógyászatban
A hagyományos kínai orvoslás ajánlja elsősorban reumatikus fájdalmak enyhítésére, görcsoldó hatása miatt. Szélhajtó, ízjavító hatása miatt gyomorerősítő, étvágyjavító teakeverékek, fogkrémek és szájvizek alkotórésze. A tamiflu nevű influenza elleni antivirális gyógyszer hatóanyaga a növényből is előállítható sikimisav. Influenzajárványok és pánik esetén többszörösére emelkedik a tamiflu értékesítése. Érdekesség, hogy 2005-ben időszakos hiány mutatkozott a csillagánizsból, mert belőle állították elő az akkor kitört influenzajárvány elleni gyógyszert.
A kínai orvoslás a megelőzésre is kiemelt hangsúlyt fektet, ezért az influenza elleni védekezés során is előnyben részesíti a természetes gyógynövényeket és ezek között kiemelt helyen ajánlja a csillagánizs fogyasztását elsősorban az immunrendszer megerősítése érdekében.